# Ciclismo agli VIII Giochi del Mediterraneo
Le competizioni di ciclismo agli VIII Giochi del Mediterraneo si svolsero lungo un percorso cittadino appositamente allestito per i Giochi. Da sottolineare che per questa edizione non sono state previste gare a livello femminile.
Per il ciclismo su strada furono organizzate le seguenti prove:
- Prova individuale in linea (solo maschile)
- Prova a squadre a cronometro (solo maschile) con un percorso di 100 chilometri

per un totale di due medaglie d'oro messe in palio.

## Risultati

### Uomini
| Evento               | Oro                                                                     | Prestazione | Argento                                                     | Prestazione | Bronzo                                                       | Prestazione |
| Ciclismo su strada   |                                                                         |             |                                                             |             |                                                              |             |
| Corsa in linea       | Régis Clère                                                             | 4h19'50"    | Francis Castaing                                            |             | Mustapha Najjari                                             |             |
| Cronometro a squadre | Italia Mauro De Pellegrin Gianni Giacomini Ivano Maffei Alberto Minetti | 2h08'51"    | Spagna Miguel Acha Eugenio Chozas Antonio Coll Jesús Guzmán | 2h13'40"    | Jugoslavia Bruno Bulić Drago Frelih Janez Novak Bojan Udovic | 2h16'29"    |

## Medagliere
| Posizione | Paese      |   |   |   | Totale |
| --------- | ---------- | - | - | - | ------ |
| 1         | Francia    | 1 | 1 | 0 | 2      |
| 2         | Italia     | 1 | 0 | 0 | 1      |
| 3         | Spagna     | 0 | 1 | 0 | 1      |
| 4         | Jugoslavia | 0 | 0 | 1 | 1      |
| 5         | Marocco    | 0 | 0 | 1 | 1      |
| Totale    | Totale     | 2 | 2 | 2 | 6      |